# 北川太郎
北川 太郎（きたがわ たろう、1976年7月28日 - ）は、日本の彫刻家。石を素材とした彫刻を専門としている。
兵庫県姫路市出身。金沢美術工芸大学彫刻専攻卒業、愛知県立芸術大学大学院彫刻専攻修了。文化庁新進芸術家在外研修(３年派遣員)により南米に派遣される。
2011年には資生堂や朝日新聞、野村財団の協賛や助成を受け、ペルー共和国の首都リマにあるペドロ・デ・オスマ博物館にて個展を開催した。

## 主な受賞[1]
- 2000年　アートタウン三好彫刻フェスタ 特選受賞
- 2001年　アートタウン三好彫刻フェスタ グランプリ受賞
- 2003年　第1回キリンアートコンクール 大賞受賞
- 2005年　あまがさき平和モニュメントデザインコンペ 優秀賞受賞
- 2006年　第7回石のさとフェスティバル 国際シンポジュウム招待賞受賞
- 2007年　マンション設置作品指名コンペ 指名賞受賞